# 謝姆基 (馬涅維奇區)
51°7′17″N 25°44′12″E / 51.12139°N 25.73667°E
塞姆基（烏克蘭語：Семки），是烏克蘭西北部的村落，隸屬沃倫州的盧茨克區。該村面積14.85平方公里，海拔高度172米，2001年人口218，人口密度每平方公里14.68人。